# بيدرو لوبيز رودريغيز
بيدرو لوبيز رودريغيز (بالإسبانية: Pedro López Rodríguez)‏ (21 يناير 1997 في إسبانيا - ) هو لاعب كرة قدم إسباني في مركز الدفاع.

## وصلات خارجية
- بيدرو لوبيز رودريغيز على موقع قاعدة بيانات كرة القدم.إي يو (الإنجليزية)
- بيدرو لوبيز رودريغيز على موقع Soccerway.com (الإنجليزية)
- بيدرو لوبيز رودريغيز على موقع AS.com (الإسبانية)